# Coccophagoides forbesi
Coccophagoides forbesi är en stekelart som först beskrevs av Dozier 1928.  Coccophagoides forbesi ingår i släktet Coccophagoides och familjen växtlussteklar. Inga underarter finns listade i Catalogue of Life.